# 대지초등학교 (경기)
대지초등학교는 대한민국 경기도 용인시에 있는 공립 초등학교이다.

## 학교 연혁
- 1947년 9월 4일 구성국민학교 대지분교 설립
- 1963년 12월 26일 대지국민학교 설립 인가
- 1964년 3월 1일 대지국민학교 초대 김현규 교장선생님 취임
- 1964년 3월 2일 대지국민학교 개교(5학급 편성)
- 1980년 3월 8일 대지초등학교 병설유치원 개원
- 1986년 9월 30일 7개 개축교사 준공(현존)
- 1999년 12월 31일 후관 4층 8개 교실 증축
- 2014년 9월 1일 제19대 신인균 교장선생님 취임
- 2015년 2월 10일 제35회 병설유치원 졸업식(26명)
- 2015년 2월 13일 제50회 졸업식(78명) 누계4,363명
- 2015년 3월 1일 초등학교 21학급, 병설유치원 1학급 편성
- 2015년 3월 9일 초등학교 22학급 재편성, 병설유치원 1학급 편성

## 참고 자료
- 대지초등학교 - 한국교육학술정보원 학교알리미